# Sphaerobelum hirsutum
Sphaerobelum hirsutum är en mångfotingart som beskrevs av Karl Wilhelm Verhoeff 1924. Sphaerobelum hirsutum ingår i släktet Sphaerobelum och familjen Zephroniidae. Inga underarter finns listade i Catalogue of Life.